# Jordbävningen i Illapel 2015
Jordbävningen i Illapel inträffade natten till den 17 september 2015. Det uppmättes till 8,3 på Richterskalan och med epicentrum  i havet knappt 25 mil nordväst om Chiles huvudstad Santiago de Chile. Jordbävningen varade i fem minuter och följdes samma dag av ett 30-tal kraftiga efterskalv och ett av dem hade magnituden 7,0. Staden Illapel, norr om Santiago, drabbades hårt, och här befann sig flera av de minst elva dödsoffren. Tsunamivarningscentret för Stilla havet på Hawaii utsände tsunamivarningar för stora delar av Stilla havet och i Chile evakuerades runt en miljon människor från kustnära samhällen.

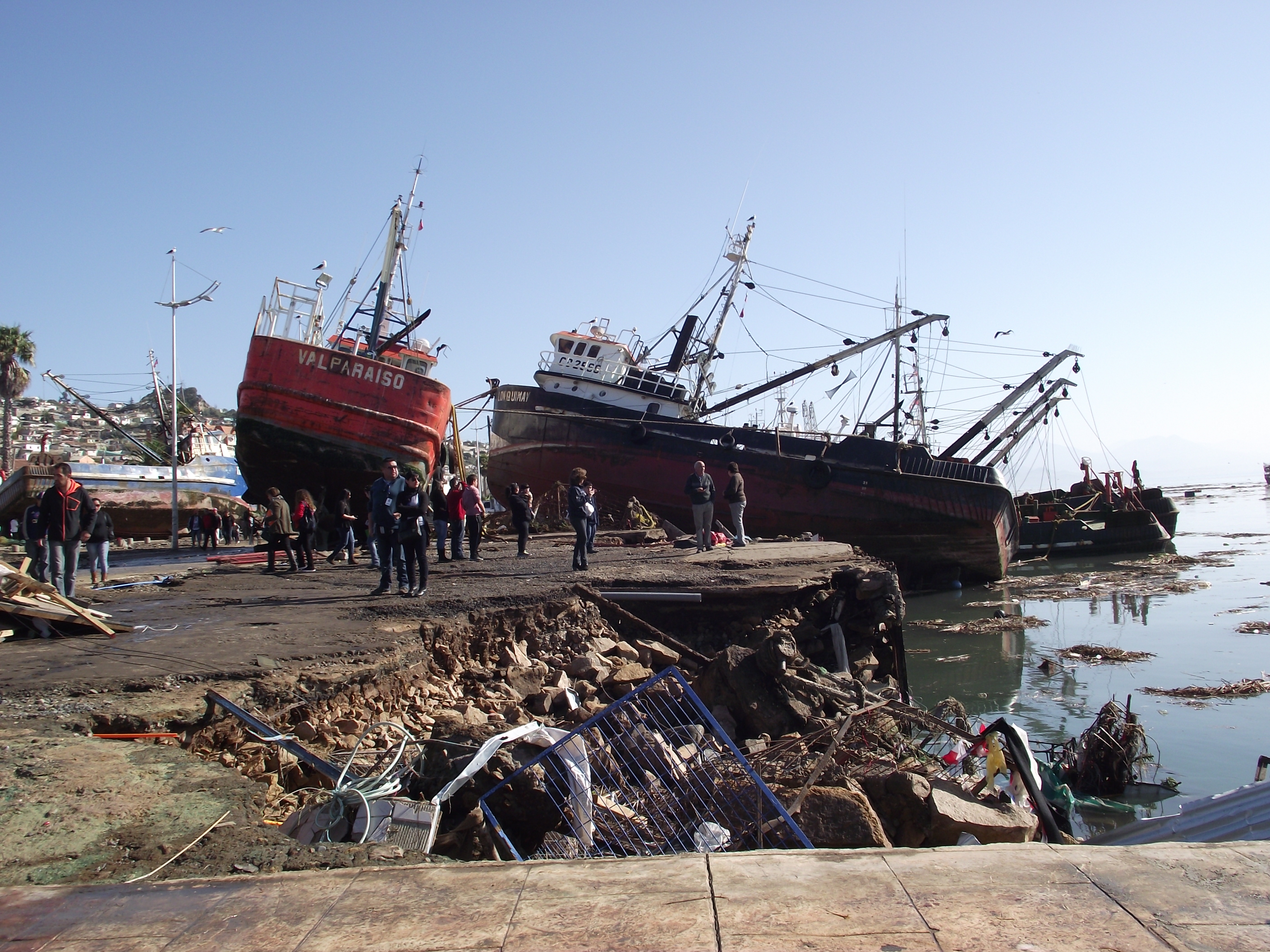